# بيل بروك
بيل بروك (بالإنجليزية: Bill Brock)‏ (و. 1930 – م) هو سياسي من الولايات المتحدة الأمريكية ولد في تشاتانوجا.
تولى منصب عضو مجلس الشيوخ الأمريكي .وهو عضو في الحزب الجمهوري .

## روابط خارجية
- بيل بروك على موقع مونزينجر (الألمانية)
- بيل بروك على موقع إن إن دي بي (الإنجليزية)